# Vollaussteuerung
Der Begriff Vollaussteuerung hat, abhängig von der Zielsetzung der Aussteuerung, unterschiedliche Bedeutungen.

## Studiotechnik

### Aufnahme
Aus rein technischer Sicht kann man Vollaussteuerung als das Erreichen des größten unverzerrt übertragbaren Pegels definieren. Die allergrößte Signalspitze innerhalb einer Aufnahme erreicht exakt die Aussteuerungsgrenze, ohne zu verzerren. Diese Vorgehensweise hat zur Folge, dass unterschiedlich stark dynamische Aufnahmen, nacheinander abgespielt, als verschieden laut empfunden werden. Zur Kontrolle einer solchen Vollaussteuerung sind trägheitslose Aussteuerungsmesser erforderlich. In Computerprogrammen wird diese Art der Vollaussteuerung mit der Funktion Normalisieren erzielt.
In der Rundfunk- und Fernsehtechnik bezeichnet Vollaussteuerung das Erreichen des Nenn- oder Bezugspegels. Der Begriff Bezugspegel ist hier Teil eines Betriebskonzeptes und ist in direkter Abhängigkeit mit den Begriffen Aussteuerungsreserve (engl. Headroom) und Trägheit des Aussteuerungsmessers zu sehen. Zur Messung dient ein Aussteuerungsmesser, der festgelegte Eigenschaften aufweist.
In Übertragungsketten wie Fernsehen oder Radio wäre die Erzielung einer gleichen Lautheit aller Beiträge erstrebenswert. Die tontechnische Lautheit wird mit einem Lautheitsmesser gemessen. Hier ist ebenfalls der Spannungsbezugspegel als Vollaussteuerung ein Teil des Betriebskonzepts. Ein Bezugspegel für die Vollaussteuerung nach Lautheit wurde bisher noch nicht verbindlich vereinbart, weder liegen ausreichend Betriebserfahrungen vor noch ist diese Gerätekategorie ausreichend verbreitet.

### Verarbeitung
Aufnahmen, deren Vollaussteuerung auf dem Bezugspegel liegt, sollten minimale Verzerrungen besitzen. Bei analogen Geräten definiert Vollaussteuerung den Punkt, an dem dessen Wiedergabeeigenschaften am besten sind. Bei einem Signal mit relativ niedrigem Pegel führt Rauschen zur Signalverfälschung, bei zu hohem Pegel nehmen nichtlineare Verzerrungen zu, bis hin zum Übersteuern. Audioequipment zum Mischen ist auf minimale Verzerrungen im Bezugspegel optimiert.
Die Pegel-Anzeige an einem Gerät zeigt das Überschreiten der Vollaussteuerung durch eine gelbe/rote Markierung an. Der Punkt der Vollaussteuerung ist häufig auch durch 0 dBr und 100 % gekennzeichnet.

## Abweichende Verwendung
Bei Schallwandlern wie Mikrofonen und Lautsprechern wird als Vollaussteuerung der höchste Spannungspegel bezeichnet, der zuverlässig ohne Beschädigung übertragen werden kann. Bei Übersteuerung drohen hier nicht nur stärkere Verzerrungen, sondern sofort bleibende Geräteschäden. Dieser Bedeutungsunterschied ist bei der Konfiguration von Audioanlagen zu berücksichtigen, um die beteiligten Schallwandler vor Spitzenpegeln jenseits ihrer Vollaussteuerung zu schützen.
Außerhalb der Audiotechnik bezeichnet der Begriff Vollaussteuerung gelegentlich die maximale Aussteuerung, die ein System im Regelbetrieb verarbeiten kann.